# Xanthorhoe rosearia
Xanthorhoe rosearia är en fjärilsart som beskrevs av Doubleday 1843. Xanthorhoe rosearia ingår i släktet Xanthorhoe och familjen mätare. Inga underarter finns listade i Catalogue of Life.